# مبنى البرلمان (جنوب أفريقيا)
يقع مبنى البرلمان لجنوب أفريقيا في كيب تاون. يتكون المبنى من ثلاثة أقسام رئيسية، في المبنى الأصلي الذي تم الانتهاء من بنائه في عام 1884، مع إضافة طبعات لاحقة في عشرينيات القرن العشرين، ومرة أخرى في ثمانينيات القرن العشرين. وتضم أحدث إضافة الجمعية الوطنية، كونها مجلس النواب في برلمان جنوب أفريقيا، في حين أن المبنى الأصلي يضم المجلس الوطني للمقاطعات، وهو المجلس الأعلى لبرلمان جنوب أفريقيا.
تم بناء مبنى البرلمان الأصلي مع تصميم كلاسيكي حديث يدمج ميزات العمارة الهولندية. تم تصميم الإضافات المُتأخرة بطريقة تنسجم مع المبنى الأصلي. تم إعلان «مجلس النواب» من مواقع التراث القومي من قبل وكالة الموارد التراثية في جنوب أفريقيا (SAHRA)، حيث تم منحها مرتبة التراث الوطني من الدرجة الأولى، وهي أعلى مرتبة تمنحها هذه الوكالة.